# Suicide (álbum de 1977)
Suicide -en español: Suicidio- es el álbum debut de la banda de electrónica estadounidense Suicide, lanzado en diciembre de 1977. Suele ser citado como unos de los primeros álbumes synth pop aunque tiene sonidos más duros, ásperos e industriales que la mayoría de álbumes reconocidos del género, y como referente del movimiento electrónico de No Wave. 
También es considerado uno de los álbumes más influyentes de la escena punk y electrónica, llegando a ser citado por The Jesus and Mary Chain como influencia importante.
En 2020, el álbum fue colocado por la revista Rolling Stone en el puesto número 498 de los 500 mejores álbumes de la historia.

## Historia

### Antecedentes
Alan Vega y Martin Rev se conocieron a inicios de los años 70 y fundaron la banda en 1971. Iniciaron sus actuaciones en el club CBGB en Nueva York, sede del movimiento punk de la ciudad. La banda tomó su nombre del cómic Ghost Rider, del número titulado Satan Suicide, nombre elegido por Vega. Eran influyentes miembros de la escena musical y de hecho, se les acredita ser los primeros músicos en autodenominarse punk.

### Grabación
El álbum se grabó en junio de 1977, en los Ultima Studios, de la ciudad de Nueva York. Fue producido por Craig Leon Y Martin Thau. Las sesiones de grabación duraron sólo cuatro días y luego fue lanzado en diciembre de ese año, por el sello Red Star Records.

### Contexto
El álbum se caracteriza por los sonidos de sintetizador de corte minimalista de Rev y la inquietante voz y los alaridos siniestros de Vega. Fue precisamente el minimalismo del álbum el que le dio relevancia, ya que el sonido era poderoso a pesar de no tener mucho sentido. La violencia que se siente en los temas es propia, según Jeremy Allen de Huck, de la inconformidad social en los Estados Unidos de esa época. Martin Rev diría en una entrevista a Allen que fue la opresión capitalista a las clases desfavorecidas

## Legado
A pesar de que no tuvo buena aceptación en la época por su escasa publicidad y éxito comercial, el álbum se convirtió en una enorme influencia para artistas posteriores y evidentemente más famosos que la banda en sí. Es citado como influencia por Bruce Springsteen, Fleshtones, Spaceman 3, Depeche Mode, The Jesus and Mary Chain y Peaches.
"Frankie Teardrop" es una de las canciones incluidas en el libro de Nick Hornby 31 Songs, publicado en 2002, y aparece en la película de 1978 In a Year of 13 Moons de Rainer Werner Fassbinder. "Cheree" suena en la escena final de Downtown 81 con el artista Jean-Michel Basquiat. "Girl" aparece brevemente en el filme de Nick Zedd They Eat Scum (1979). "Ghost Rider" fue incluida en la banda sonora del videojuego de 2006 Driver: Parallel Lines y también aparece en True Crime: New York City.
"Ghost Rider" ha sido versionada por R.E.M., The Horrors, The Gories, Rollins Band, Loop, The Sisters of Mercy, Merzbow y The Young Gods, y fue incluida en un anuncio publicitario de una marca de desodorante brasileña en 2005.
En septiembre de 2009 el álbum fue tocado en directo como parte de la serie de conciertos anual Don't Look Back, que tiene lugar en Londres, y fue tocado de nuevo en la capital británica en mayo de 2010.

## Listado de canciones
Todas las canciones escritas por Martin Rev y Alan Vega.
1. "Ghost Rider" – 2:33
2. "Rocket U.S.A." – 4:17
3. "Cheree" – 3:41
4. "Johnny" – 2:10
5. "Girl" – 4:06
6. "Frankie Teardrop" – 10:25
7. "Che" – 4:51

### Listado de canciones de la reedición de 2002 (Mute Records)

#### Disco 1
1. "Ghost Rider" - 2:34
2. "Rocket USA" - 4:16
3. "Cheree" - 3:42
4. "Johnny" - 2:10
5. "Girl" - 4:05
6. "Frankie Teardrop" - 10:26
7. "Che" - 4:52
8. "Cheree (Remix)" - 3:47
9. "I Remember" - 3:11
10. "Keep Your Dreams" - 4:48

#### Disco 2
1. "Mr. Ray" - 6:29
2. "Las Vegas Man" - 4:23
3. "96 Tears" - 3:48
4. "Keep Your Dreams" - 3:19
5. "I Remember" - 5:11
6. "Harlem" - 4:05
7. "23 Minutes Over Brussels" - 22:56
  - Ghost Rider
  - Rocket USA
  - Cheree
  - Dance
  - Frankie Teardrop

Las primeras seis canciones del segundo disco (bonus) provienen de una actuación en directo en CBGB el 25 de mayo de 1978. "23 Minutes Over Brussels" fue un infame show que tuvo lugar el 16 de junio de 1978 en el Ancienne Belgique en Bruselas, Bélgica, al final del cual la banda recibió abucheos por parte del público. En respuesta a esto, Elvis Costello, de quien Suicide eran teloneros, tocó un corto y enfadado set de canciones que incitó disturbios en la audiencia (esta historia se cuenta en el booklet del álbum).
En el 2019, se reeditó el álbum original.

## Personal
- Alan Vega - vocalista
- Martin Rev - teclados, caja de ritmos